# Eleição municipal de Japeri em 2020
A eleição municipal do município de Japeri em 2020 ocorreu no dia 15 de novembro em turno único (a cidade não possui 200 mil eleitores), com o objetivo de eleger um prefeito, um vice-prefeito e 11 vereadores responsáveis pela administração da cidade para o mandato a se iniciar em 1° de janeiro de 2021 e com término em 31 de dezembro de 2024.
O processo eleitoral de 2020 foi marcado pela sucessão para o cargo ocupado pelo prefeito Carlos Moraes, do PSDB, eleito em 2016 pelo Progressistas, que estava apto a concorrer à reeleição. Além dele, outros 8 candidatos participaram da disputa, que terminou com vitória da médica Fernanda Ontiveros (PDT), que obteve 20.259 votos, equivalente a 38,31% do eleitorado, contra 18.191 de Helder Barros (PSC). Houve ainda 1.625 votos em branco e 2.907 nulos, além de 16.030 abstenções.
Entre os onze vereadores eleitos, Cristiano Pingin (Avante) ficou na primeira posição, com 1.182 votos recebidos.

## Contexto político e pandemia
As eleições municipais de 2020 estão sendo marcadas, antes mesmo de iniciada a campanha oficial, pela pandemia do coronavírus SARS-CoV-2 (causador da COVID-19), o que está fazendo com que os partidos remodelem suas metodologias de pré-campanha. O Tribunal Superior Eleitoral (TSE) autorizou os partidos a realizarem as convenções para escolha de candidatos aos escrutínios por meio de plataformas digitais de transmissão, para evitar aglomerações que possam proliferar o vírus. Alguns partidos recorreram a mídias digitais para lançar suas pré-candidaturas. Além disso, a partir deste pleito, será colocada em prática a Emenda Constitucional 97/2017, que proíbe a celebração de coligações partidárias para as eleições legislativas, o que pode gerar um inchaço de candidatos ao legislativo. Conforme reportagem publicada pelo jornal Brasil de Fato em 11 de fevereiro de 2020, o país poderá ultrapassar a marca de 1 milhão de candidatos a prefeito, vice-prefeito e vereador neste escrutínio, o que não seria necessariamente bom, na opinião do professor Carlos Machado, da UnB (Universidade de Brasília): “Temos o hábito de criticar de forma intensa a coligação partidária, sem parar para refletir sobre os elementos positivos dela. O número de candidatos que um partido pode apresentar numa eleição, varia se ele estiver dentro de uma coligação, porque quando os partidos participam de uma coligação, eles são considerados como um único partido", afirmou Machado na reportagem.

## Antecedentes
Nas eleições de 2016, Carlos Moraes (na época filiado ao PP) derrotou o deputado estadual André Ceciliano (PT) em disputa acirrada, com apenas 611 votos de vantagem sobre seu rival (23.863 contra 23.252). Em julho de 2018, chegou a ser preso por suspeita de envolvimento com o tráfico de drogas.

## Candidaturas
| Nº | Candidato                 | Partido      | Candidato a vice              | Cargos relevantes                                      | Coligação                                                                   |
| -- | ------------------------- | ------------ | ----------------------------- | ------------------------------------------------------ | --------------------------------------------------------------------------- |
| 10 | Ivaldo Barbosa (Timor)    | Republicanos | Charles Gonçalves (DEM)       | Empresário; Vereador (2005–2009), Prefeito (2009–2017) | "Juntos por Japeri" (Republicanos, DEM e PRTB)                              |
| 12 | Dra. Fernanda Ontiveros   | PDT          | Carlos Januário (PODE)        | Médica                                                 | "Juntos Pela Renovação" (PDT, PODE, PCdoB, PSOL e REDE)                     |
| 14 | Manoel Valdivino (Poroca) | PTB          | Wagner Poroca (PTB)           | Empresário                                             | Partido não coligado                                                        |
| 15 | Jonas Aguiar da Cruz      | MDB          | Paulo César Correa (Patriota) | Vereador (2013–2017)                                   | "Com Deus e o Povo, Tem Jeito Sim" (MDB e Patriota)                         |
| 20 | Helder Passos             | PSC          | Marcos Arruda (Avante)        | Vereador (2013–2020)                                   | "Japeri, Agora seu Futuro é ir em Frente" (PSC, Avante, PT, PSL, PV e PROS) |
| 22 | Bruno Silva               | PL           | Jonathan Venâncio (PL)        | Jornalista; Prefeito (2005–2009)                       | Partido não coligado                                                        |
| 23 | Cezar Melo                | Cidadania    | Rodrigo Marques (Cidadania)   | Vereador (2005–2017); Vice-prefeito (2017–2020)        | "O Futuro é Agora" (Cidadania e PTC)                                        |
| 45 | Carlos Moraes             | PSDB         | Celinho Araújo (PSDB)         | Prefeito (1993–1997, 2001–2005 e 2017–2020)            | "Renascer Para Crescer" (PSDB e PMB)                                        |
| 55 | Fabinho do Guandu         | PSD          | Rogerinho da Máquina (PSD)    | Administrador de empresas                              | Partido não coligado                                                        |

## Resultados

### Prefeitura
| Candidato(a)           | Candidato(a)                  | Vice                          | 1º turno 15 de novembro de 2020 | 1º turno 15 de novembro de 2020 |  |
| Candidato(a)           | Candidato(a)                  | Vice                          | Total                           | Porcentagem                     |  |
| ---------------------- | ----------------------------- | ----------------------------- | ------------------------------- | ------------------------------- |  |
|                        | Dra. Fernanda Ontiveros (PDT) | Carlos Januário (PODE))       | 20.259                          | 38,31%                          |  |
|                        | Helder Passos (PSC)           | Marcos Arruda (Avante)        | 18.191                          | 28,50%                          |  |
|                        | Cezar Melo (Cidadania)        | Rodrigo Marques (Cidadania)   | 7.493                           | 14,17%                          |  |
|                        | Timor (Republicanos)          | Charles Gonçalves (DEM)       | 2.739                           | 5,18%                           |  |
|                        | Carlos Moraes (PSDB)          | Celinho Araújo (PSDB)         | 2.287                           | 4,32%                           |  |
|                        | Jonas Aguiar da Cruz (MDB)    | Paulo César Correa (Patriota) | 1.558                           | 2,95%                           |  |
|                        | Poroca (PTB)                  | Wagner Poroca (PTB)           | 172                             | 0,33%                           |  |
|                        | Bruno Silva (PL)              | Jonathan Venâncio (PL)        | 122                             | 0,23%                           |  |
|                        | Fabinho do Guandu (PSD)       | Rogerinho da Máquina (PSD)    | 61                              | 0,12%                           |  |
| Total de votos válidos | Total de votos válidos        | Total de votos válidos        | 49.849                          | 86,82%                          |  |
| → Votos em branco      | → Votos em branco             | → Votos em branco             | 1.625                           | 2,83%                           |  |
| → Votos nulos          | → Votos nulos                 | → Votos nulos                 | 2.907                           | 5,06%                           |  |
| Total de votos         | Total de votos                | Total de votos                | 57.414                          | 100%                            |  |
| Abstenções             | Abstenções                    | Abstenções                    | 16.030                          | 21,83%                          |  |
| Total de inscritos     |                               |                               |                                 |                                 |  |